# Есюнин, Сергей Николаевич
Серге́й Никола́евич Есю́нин (укр. Сергій Миколайович Єсюнін; род. 2 августа 1968, Глухов, Сумская область, СССР) — советский и украинский историк, краевед и журналист. Исследователь истории, архитектуры и культуры Хмельницкого и Подолья. Ведущий научный сотрудник Хмельницкого областного краеведческого музея. Кандидат исторических наук (2011).
Член Национального союза краеведов Украины (2000). Член Национального союза журналистов Украины (2005). Почётный краевед Украины (2019). Заслуженный работник культуры Украины (2009).
Особой заслугой Есюнина считается то, что благодаря найденным и обработанным им историческим источникам, удалось «увеличить» возраст Хмельницкого, и теперь самым древним упоминанием о городе считается 1431 год.

## Биография и исследовательская деятельность
Родился 2 августа 1968 года в городе Глухове Сумской области.
В Хмельницком проживает с 1972 года. С 1995 года работает в Хмельницком областном краеведческом музее, с 2006 года — ведущий научный сотрудник.
Занимается исследованием истории Подолья и Юго-Восточной Волыни, изучает историю населённых пунктов края, военную историю. Защитил диссертацию по теме «Города Подольской губернии во второй половине XIX — в начале ХХ ст.». Автор многочисленных очерков, статей и книг об истории Хмельницкой области, выдающихся личностях, архитектурных памятниках и исторических событиях. Автор свыше 180 работ по истории и краеведению в научных и научно-популярных сборниках и более 900 статей в периодических изданиях. Печатался и печатается в Хмельницких областных и городских газетах «Подольские вести», «Е-Подолье», «Моя газета», «Пульс», «Подолье-спорт», «Взгляд», «Проскуров» и «Проскуровский телеграф». В 2005 году стал основателем и основным автором краеведческой страницы «Краевид» в Хмельницкой областной газете Е-Подолье. Проект действовал до августа 2014 года, насчитывал 235 выпусков «Краевида».
Есюнин участвовал в создании многих музеев Хмельницкой области: мемориального Ефима Сицинского в селе Мазники Деражнянского района, банковского дела «Проминвестбанка» в Хмельницком, музея Юго-Западной железной дороги и Бориса Степановича Олейника в Деражне, музея-диорамы Пилявецкой битвы в Старой Синяве, музея истории села Копачевка Деражнянского района, музея истории локомотивного депо Гречаны и других.

## Награды и премии
Есюнин — лауреат многих премий по истории и краеведению: областная премия имени Ефима Сицина (2000), городская премия имени Богдана Хмельницкого (2005), городская премия имени Михаила Орловского (2007), региональная премия «Сокровища земли Болоховской» (2008). Награждён Почётным знаком Хмельницкого городского головы (2006), знаком Хмельницкой областной государственной администрации «75 лет Хмельницкой области» (2012).
Член Центра исследования истории Подолья Института истории Украины НАН Украины, член Национального союза краеведов Украины, член Национального союза журналистов Украины. Решением Президиума правления Национального союза краеведов Украины от 4 июня 2013 г. за значительный вклад в развитие краеведческого движения в Украине награждён Грамотой.
Указом президента Украины № 708/2009 от 4 сентября 2009 года Есюнину присвоено звание «Заслуженный работник культуры Украины».

## Публикации
Автор следующих изданий и публикаций:
- Хмельницкий футбол: история, события, статистика — Хмельницкий, 2000. — 80 с.;
- Город Хмельницкий: история, события, факты. — Хмельницкий, 2004. — 112 с.;
- Улицы города Хмельницкого. — Тернополь, 2005. — (Серия Улицы городов Украины) — 118 с.;
- Проскуров-Хмельницкий: путешествие по времени. — Хмельницкий, 2006. — 60 с.;
- История Хмельницкого: документы и материалы. — Хмельницкий, 2006. — 80 с.;
- Тихомель: начало нового летописания — Хмельницкий, 2007. — 24 с.;
- Болоховская земля. — Хмельницкий, 2008. — 32 с.;
- Город Хмельницкий: история, события, факты (издание второе, переработанное и дополненное). — Хмельницкий, 2008. — 126 с.;
- Прогулка по Проскурову. Исторические очерки. — Хмельницкий, 2008. — 160 с.;
- Неизвестное Подолье. — Городок: Бедрихов край, 2012. — 156 с.;
- Плоскирей: древняя история. — Хмельницкий, 2015. — 62 с.;
- Города Подолья во второй половине XIX — в начале ХХ ст.: монография — Хмельницкий, 2015. — 336 с.

Соавтор следующих изданий и публикаций:
- Орловский Михаил Акимович (1807—1887): избранные труды. (составитель вместе с А. Трембицким). — Каменец-Подольский, 2007. — 276 с.;
- Хмельницкая настоящая. Фотокнига (один из авторов текстов). — Хмельницкий, 2007. — 156 с.;
- Исторические памятники Деражнянщины (в соавторстве с А. Кохановским). — Хмельницкий, 2009. — 48 с.;
- Путеводитель. Хмельницкая область (один из авторов текстов). — Киев: Богдана, 2010. — 320 с., Ил.;
- Туристические маршруты Хмельницкой области. Туристический путеводитель. (один из авторов текстов). — Хмельницкий: Полиграфист-2, 2013. — 176 с., Ил.